# Браун, Рой
Рой Бра́ун (англ. Roy Brown; род. 10 сентября 1925 — 25 мая 1981) — американский джамп-блюзовый музыкант, пионер ритм-н-блюза. Считается, что его работы 1940-х годов «вымостили путь» к возникновению рок-н-ролла.
Музыкальный сайт AllMusic пишет, что если попытаться «составить короткий список исполнителей, оказавших самое важное влияние на становление рок-н-ролла», «имя Роя Брауна будет недалеко от самой вершины [списка]». Сайт называет его «инноватором», «звездой ритм-н-блюза, чьи буйные творения непосредственно предвосхитили восход рока».
Его самая известная песня — «Good Rockin’ Tonight», выпущенная им в 1947 году на лейбле DeLuxe Records. В кавер-версии Вайнони Харриса она поднялась на 1 место ритм-н-блюзового чарта американского журнала «Билборд». Затем каверы на неё записывали такие иконы раннего рок-н-ролла, как Элвис Пресли и Джерри Ли Льюис. По мнению AllMusic, его «мелизматический молящий, пропитанный госпелом стиль исполнения прямо повлиял на вокальные стили Би Би Кинга, Бобби Блэнда и Литл Ричарда (среди множества важных певцов)».
Рой Браун был включен в Зал славы блюза в 1981 году.

## Дискография
- См. «Roy Brown (blues musician) § Discography» в английском разделе.